# Силибаури
Силибаури (груз. სილიბაური) — село в Кедском муниципалитете Грузии.

## География
Село находится на левом берегу реки Аджарисцкали, на расстоянии в 11 километрах от посёлка городского типа Кеда, административного центра муниципалитета. Абсолютная высота — 490 метров над уровнем моря.

## Население
По данным переписи населения 2014 года, в селе проживает 117 человек.
| Год  | Население | Мужчины | Женщины |
| ---- | --------- | ------- | ------- |
| 2002 | 130       | 64      | 66      |
| 2014 | ↘117      | 57      | 60      |